# Sven-Eric Gamble
Sven-Eric Gamble, ursprungligen Carlsson, född 10 augusti 1924 i Hedvig Eleonora församling, Stockholm, död 9 maj 1976 i Boo församling i Stockholm, var en svensk barn- och vuxenskådespelare.

## Biografi
Gamble växte upp i ett arbetarhem på Södermalm i Stockholm. Han gjorde 1931 sin skådespelardebut som sjuåring i föreställningen Revisorn på Dramaten och fick genom detta bidra till familjens försörjning. Han filmdebuterade 1934 i Anderssonskans Kalle och kom under 1930-talet att fortsätta vara flitigt anlitad som barnskådespelare. Han var exempelvis en av de två yngre huvudpersonerna i Två år i varje klass (1938) och Sigge Nilsson och jag (1939).
Gamble genomgick folkskolan och teknisk mellanskola. Då han var 18 år 1942 sökte han in till Dramatens elevskola, varifrån han utexaminerades 1945. Han blev därefter engagerad vid Dramaten fram till 1951 och sökte sig sedan till Malmö Stadsteater och 1961 till Uppsala-Gävle stadsteater. Under åren 1965–1966 var han engagerad vid Stockholms Stadsteater för att därefter återvända till Dramaten. Han var även engagerad i TV-teaterensemblen och under en tid på 1950-talet var han fast anställd av Svensk Filmindustri.
Bland hans mest uppmärksammade filmroller återfinns genombrottsrollen som ungdomsbrottsling i Medan staden sover (1950). I rollen åskådliggjorde han de sociala orsakerna bakom rollfigurens handlande och drog i detta erfarenhet från sin egen fattiga uppväxt på Södermalm. Rollen var även Gambles egen favoritroll på film tillsammans med den i 1953 års Vi tre debutera, där han gestaltade en rotlös ung man. 1956 gjorde han en bemärkt roll som boxare från proletärmiljö i Den hårda leken och fick samma år motta Folket i Bilds filmpris för bästa manliga biroll i Våld.
Gamble fick ofta gestalta skurkar på film och på scen, bland annat Peachum i Tolvskillingsoperan på Dramaten 1969. Hans lakoniska och korthuggna spelstil anses ha bidragit till detta samt att han, enligt honom själv, såg ut som en skurk. Under 1970-talet spelade han den förtidspensionerade Erik Malm i TV-serien Bröderna Malm.
Sven-Eric Gamble är begravd på Boos kyrkogård, Nacka kommun.

## Filmografi
- 1934 – Anderssonskans Kalle
- 1934 – Sången till henne
- 1935 – Ebberöds bank
- 1935 – Bränningar
- 1935 – Järnets män
- 1936 – Han, hon och pengarna
- 1936 – Annonsera!
- 1936 – Äventyret
- 1937 – Vardag i varuhuset
- 1937 – En sjöman går iland
- 1937 – Pensionat Paradiset
- 1937 – Pappa får påökt
- 1937 – Bergslagsfolk
- 1938 – Med folket för fosterlandet
- 1938 – Två år i varje klass
- 1938 – Sigge Nilsson och jag
- 1939 – Hennes lilla Majestät
- 1939 – Adolf i eld och lågor
- 1939 – Vi på Solgläntan
- 1941 – Hem från Babylon
- 1941 – En man för mycket
- 1941 – Lasse-Maja
- 1941 – Bara en kvinna
- 1942 – Jacobs stege
- 1942 – Morgondagens melodi
- 1943 – Anna Lans
- 1943 – Fångad av en röst
- 1945 – Den allvarsamma leken
- 1946 – Ungdom i fara
- 1947 – Kvarterets olycksfågel
- 1947 – Krigsmans erinran
- 1948 – Hamnstad
- 1948 – Nu börjar livet
- 1948 – En man gör sitt val
- 1949 – Törst
- 1949 – Kvinnan som försvann
- 1949 – Skolka skolan
- 1950 – Flicka och hyacinter
- 1950 – Medan staden sover
- 1950 – Två trappor över gården
- 1950 – Restaurant Intim
- 1951 – Skeppare i blåsväder
- 1952 – Adolf i toppform
- 1953 – Vi tre debutera
- 1953 – Barabbas
- 1954 – Herr Arnes penningar
- 1954 – Simon syndaren
- 1954 – Seger i mörker
- 1954 – Ung man söker sällskap
- 1955 – Våld
- 1955 – Stampen
- 1955 – Resa i natten
- 1955 – Mord, lilla vän
- 1956 – Sången om den eldröda blomman
- 1956 – Egen ingång
- 1956 – Den hårda leken
- 1956 – Rätten att älska
- 1956 – Nattbarn
- 1957 – Aldrig i livet
- 1957 – Nattens ljus
- 1957 – Möten i skymningen
- 1958 – Flottans överman
- 1958 – Den store amatören
- 1958 – Du är mitt äventyr
- 1959 – Mälarpirater
- 1959 – Bara en kypare
- 1959 – Med fara för livet
- 1959 – Brott i paradiset
- 1961 – Hällebäcks gård
- 1961 – Ljuvlig är sommarnatten
- 1968 – Alkestis
- 1975 – Ungkarlshotellet

### TV-produktioner
- 1963 – Societetshuset (TV-serie)
- 1968 – Rötter
- 1971 – Här ligger en hund begraven (TV-serie)
- 1972–1974 – Bröderna Malm (TV-serie)
- 1973 – Makt på spel (TV-serie)
- 1975 – Tjocka släkten (TV-serie)
- 1976 – Engeln (TV-serie)
- 1977 – Kalkonen (TV-film)

## Teater

### Roller (ej komplett)
| År   | Roll                                   | Produktion                                                           | Regi                 | Teater                 |
| ---- | -------------------------------------- | -------------------------------------------------------------------- | -------------------- | ---------------------- |
| 1935 | Tommy                                  | Ljuva ungdomstid Eugene O'Neill                                      | Rune Carlsten        | Dramaten               |
| 1936 |                                        | Resan till leksaksland Guido Valentin                                | Calle Flygare        | Södra Teatern          |
| 1936 | Frode                                  | Mjölnarprinsen (Skyddsängeln) Zacharias Topelius                     | Sandro Malmquist     | Nya Teatern            |
| 1937 | Leif                                   | Vår ära och vår makt Nordahl Grieg                                   | Alf Sjöberg          | Dramaten               |
| 1939 | Maurice, barn                          | Nederlaget Nordahl Grieg                                             | Svend Gade           | Dramaten               |
| 1943 | Överjägmästaren                        | Kungen Robert de Flers, Emmanuel Arène och Gaston Arman de Caillavet | Rune Carlsten        | Dramaten               |
| 1948 | Downing, betjänt och chaufför åt Harry | Släktmötet T S Eliot                                                 | Alf Sjöberg          | Dramaten               |
| 1949 | Skampålen Pers skugga                  | Lycko-Pers resa August Strindberg                                    | Göran Gentele        | Dramaten               |
| 1949 | Stanley                                | En handelsresandes död Arthur Miller                                 | Alf Sjöberg          | Dramaten               |
| 1950 | Gatsångaren                            | Tokiga grevinnan Jean Giraudoux                                      | Olof Molander        | Dramaten               |
| 1950 | Brovakten                              | Erik XIV August Strindberg                                           | Alf Sjöberg          | Dramaten               |
| 1951 | Richard, en föräldralös skrivare       | Kvinnan bör inte brännas Christopher Fry                             | Alf Sjöberg          | Dramaten               |
| 1951 | Sven                                   | Det lyser i kåken Björn-Erik Höijer                                  | Ingmar Bergman       | Dramaten               |
| 1951 | Gamle Mats, betjänt Vaktmästaren       | Amorina Carl Jonas Love Almqvist                                     | Alf Sjöberg          | Dramaten               |
| 1951 |                                        | "Patrasket" Hjalmar Bergman                                          | Mats Johansson       | Malmö stadsteater      |
| 1951 |                                        | Colombe Jean Anouilh                                                 | Henrik Dyfverman     | Malmö stadsteater      |
| 1952 |                                        | Hederligt folk Paul Vincent Carroll                                  | Mats Johansson       | Malmö stadsteater      |
| 1952 |                                        | Othello William Shakespeare                                          | Lars-Levi Laestadius | Malmö stadsteater      |
| 1952 |                                        | Höfeber Noël Coward                                                  | Oscar Ljung          | Malmö stadsteater      |
| 1952 |                                        | Greve Öderland Max Frisch                                            | Lars-Levi Laestadius | Malmö stadsteater      |
| 1952 | Fiskaren                               | Kronbruden August Strindberg                                         | Ingmar Bergman       | Malmö stadsteater      |
| 1952 |                                        | Man lyder Sivar Arnér                                                | Mats Johansson       | Malmö stadsteater      |
| 1953 |                                        | Som ni behagar William Shakespeare                                   | Lars-Levi Laestadius | Malmö stadsteater      |
| 1953 |                                        | Trångt om saligheten Valentin Katajev                                | Mats Johansson       | Malmö stadsteater      |
| 1961 | Julien Moretsan                        | Tokan (L'Idiote) Marcel Achard                                       | Tom Dan-Bergman      | Lilla Teatern          |
| 1961 |                                        | Den farliga vänskapen Pierre de Marivaux                             | Frank Sundström      | Uppsala stadsteater    |
| 1961 | Domaren                                | Balkongen Jean Genet                                                 | Frank Sundström      | Uppsala stadsteater    |
| 1961 |                                        | Romeo och Julia William Shakespeare                                  | Frank Sundström      | Uppsala stadsteater    |
| 1962 | Anders Luxemburg                       | Karl XII August Strindberg                                           | Frank Sundström      | Uppsala stadsteater    |
| 1962 |                                        | Kassabrist Vilhelm Moberg                                            | Johan Bergenstråhle  | Uppsala stadsteater    |
| 1963 | Proba, narr                            | Som ni behagar William Shakespeare                                   | Frank Sundström      | Uppsala stadsteater    |
| 1963 |                                        | Desertören Bengt V. Wall                                             | Frank Sundström      | Uppsala stadsteater    |
| 1963 | Cowboy                                 | Connection Jack Gelber                                               | Sten Lonnert         | Stockholms stadsteater |
| 1964 |                                        | Ärkeänglarna spelar inte falskt Dario Fo                             | Johan Bergenstråhle  | Uppsala stadsteater    |
| 1965 | Taffy Hughes                           | Före kvällen David Rudkin                                            | Johan Bergenstråhle  | Stockholms stadsteater |
| 1965 | Sångaren                               | Tokiga grevinnan Jean Giraudoux                                      | Frank Sundström      | Stockholms stadsteater |
| 1966 | Utroparen Ted Ragg                     | Arturo Ui Bertolt Brecht                                             | Peter Palitzsch      | Stockholms stadsteater |
| 1966 | En manlig sekreterare                  | Trädgårdsfesten Václav Havel                                         | Bengt Lagerkvist     | Stockholms stadsteater |
| 1966 | Pouseur                                | Dagen lovar att bli vacker Michel de Ghelderode                      | Frank Sundström      | Stockholms stadsteater |
| 1966 | Jan                                    | Nya Wermländingarne Sandro Key-Åberg                                 | Christian Lund       | Stockholms stadsteater |
| 1969 | Fingerkroks-Jacob                      | Tolvskillingsoperan Kurt Weill och Bertolt Brecht                    | Alf Sjöberg          | Dramaten               |
| 1969 | Vassilij Vasiljevitj Solenyj           | Tre systrar (Три сeстры, Tri sestry) Anton Tjechov                   | Keve Hjelm           | Dramaten               |
| 1970 | Murarn                                 | Brända tomten August Strindberg                                      | Alf Sjöberg          | Dramaten               |
| 1971 | Kalle Vedberg                          | Sol, vad vill du mig? Birger Norman                                  | Ingvar Kjellson      | Dramaten               |

## Radioteater

### Roller
| År   | Roll                | Produktion                                              | Regi               |
| ---- | ------------------- | ------------------------------------------------------- | ------------------ |
| 1950 | Lasse               | Hillmans detektivbyrå: Alias Henry Grundt Folke Mellvig | Lars Madsén        |
| 1954 | Cuthman, en herde   | Pojken med kärran Christopher Fry                       | Palle Brunius      |
| 1956 | Kasper Rökhatt      | Det var en gång (Der var engang) Holger Drachmann       | Helge Hagerman     |
| 1958 | Otto Hammar, purser | Flyg fula fluga... Folke Mellvig                        | Carl-Otto Sandgren |